# Marcos Delía
Marcos Nicolás Delía (Saladillo, 8 aprile 1992) è un cestista argentino con cittadinanza italiana, che gioca come centro per la nazionale argentina.

## Carriera

### Club
Ha iniziato la sua carriera con i Lanus Buenos Aires con i quali ha giocato nella stagione 2008-09, mentre nella stagione successiva ha vestito la maglia del Ciudad de Saladillo. Nel 2010 firma per il Boca Juniors, squadra con la quale resta fino al 2014, quando passa all'Obras Sanitarias.
Nel 2016 firma con l'UCAM Murcia, squadra della Liga ACB con la quale termina la stagione con 32 presenze, 5,7 punti e 3,3 rimbalzi di media a partita. Delía inoltre debutta in Eurocup, giocando 14 partite e chiudendo la competizione con 3,6 punti e 2,6 rimbalzi di media.
Nella stagione successiva, i numeri salgono a 6.2 punti e 3.9 rimbalzi in 34 partite di campionato. Inizia la stagione 2018-19 con la maglia del Murcia, trasferendosi poi a metà stagione alla Joventut de Badalona; in 32 partite totali di campionato, Delía segna 5,8 punti e cattura 3,1 rimbalzi di media.
Nell'estate del 2019 firma un contratto con i campioni messicani in carica della Fuerza Regia de Monterrey, restando però solo un mese; infatti il 3 ottobre 2019 firma con la Virtus Bologna con cui disputa sei partite di campionato in un campionato interrotto dalla pandemia di COVID-19.
Il 12 ottobre 2020 viene ingaggiato dalla Pallacanestro Trieste, altra società della massima serie italiana, inizialmente con un contratto di due mesi, prorogato poi per il resto della stagione. Viene confermato anche per l'annata 2021-2022, nella quale mantiene un minutaggio sui 22 minuti e sui 10 punti di media a gara.
Nell'estate del 2022 firma per il club lituano del BC Wolves. L'anno seguente torna in Friuli-Venezia Giulia diventando il secondo straniero stagionale dell'Amici Pallacanestro Udinese, club di Serie A2. In trenta partite tra regular season e fase a orologio mette a segno 6,9 punti e 5,0 rimbalzi a partita, ma non scende in campo nei play-off poiché nel frattempo la dirigenza bianconera aveva tesserato l'americano Jalen Cannon.

## Nazionale
Ha giocato per diverse selezioni giovanili dell'Argentina, vincendo la medaglia d'oro nel 2009 ai campionati sudamericani Under-17, oltre a partecipare ai campionati americani Under-18 nel 2010 e alla coppa del mondo Under-19 del 2011.
È poi entrato a far parte della nazionale argentina, con la quale ha partecipato al campionato sudamericano nel 2012 vincendo la medaglia d'oro, al campionato sudamericano nel 2014 dove ha vinto la medaglia d'argento, oltre alla medaglia di bronzo al campionato americano del 2013 e alla medaglia d'argento al campionato americano del 2015.
Ha giocato anche i giochi panamericani del 2011 e del 2015, la coppa del mondo del 2014, il campionato sudamericano del 2016 oltre alle Olimpiadi del 2016.
Nel 2019 vince i giochi panamericani a Lima, oltre a far parte della selezione argentina che ha giocato la coppa del mondo, vincendo la medaglia d'argento nella finale persa contro la Spagna.